# الجلبة (كتاب)
كتاب الجلبة: مراسل متمرد مقابل أسياد الكون هو كتاب صادر في عام 2015 لصحفي التحقيق البريطاني ماثيو كينارد .

## ملخص
الجلبة هو حساب استقصائي للنخبة التجارية والنخبة السياسية التي تدير العالم. يعرض الكتاب مقابلات مع العديد من الشخصيات البارزة مثل هنري كيسنجر من وصول كينارد المطلق لأكثر من أربع سنوات إلى النخبة العالمية. كتب كينارد أن «العالم كما نعرفه يديره فريق من الرجال الذين يدخنون السيجار ولديهم أسلحة كبيرة ونقود كبيرة وبعيدون جداً عن منازلهم» كما يبحث الكتاب في الإمبريالية الأمريكية ومهمة استغلال موارد العالم النامي.

## استقبال
وصف الكاتب والناشط السياسي وكاتب العمود في الصحيفة أوين جونز الكتاب بأنه «عرض حاسم للأقوياء والظلم والحرب ضد الفقراء. يجب أن تلهمنا جميعًا للقتال» بينما قال المؤلف والناشط السياسي والمخرج السينمائي نعومي كلاين «في هذا الكتاب المهم، يستكشف كينارد التأثيرات المباشرة للرأسمالية الأمريكية المعولمة والعسكرية على بعض الأجزاء الأكثر تضرراً من عالمنا. مع الدقة المدمرة والشعور الهائل بالإلحاح، يقدم تقريراً عن أطباء صدمة الشركات في هايتي، ومحاربو المخدرات الإمبرياليين في هندوراس، ونهب الفحم والتعدين العملاقين في جنوب إفريقيا وأبالاشيا - وأكثر من ذلك بكثير. والأهم من ذلك أنه لا يغفل أبداً الأعداد المتزايدة من المقاومة التي تمسك بإبداعها وتقرير المصير في مواجهة هذه القوى». امتدح الكتاب أيضًا نعوم تشومسكي، أنتوني لوينشتاين، والدن بيلو، من بين آخرين.
في صحيفة الجارديان، قال ستيفن بول إنه «من الصعب للغاية الحفاظ على جميع الحقائق متسقة مع تفسير مؤامرة واحد لكل شيء» وينتقد المعاداة لأمريكا في الكتاب، لكنه يشيد بعناصر أخرى مثل التعرض للنفاق الرأسمالي والاستغلال في العالم المتطور. وصف الناشرون ويكلي الكتاب بأنه «طموح ولكنه ناجح بشكل متقطع».